# Rimozione dell'anidride carbonica
La rimozione dell'anidride carbonica (nota anche come Carbon dioxide removal o CDR) è un insieme di tecnologie e metodi che hanno l'obiettivo di rimuovere anidride carbonica (formula: CO2) direttamente dall'atmosfera e di immagazzinarla per un lungo periodo (da decenni a millenni) in serbatoi naturali quali il suolo e gli oceani oppure in appositi siti di stoccaggio.
La definizione di CDR si basa su tre principi:
- La CO2 rimossa deve provenire dall'atmosfera, non da fonti fossili;
- La CO2 rimossa dall'atmosfera deve essere immagazzinata in modo che non venga liberata nuovamente nell'atmosfera in tempi brevi, garantendo un deposito a lungo termine;
- La rimozione della CO2 deve risultare dall'intervento umano, in aggiunta ai processi naturali esistenti sul pianeta.[2]

È possibile rimuovere anidride carbonica dall'atmosfera sia potenziando la capacità della natura di assorbirla, per esempio con attività di forestazione e riforestazione, sia utilizzando processi chimici come quelli alla base della cattura e sequestro del carbonio (Carbon capture and storage, CCS).
La rimozione dell'anidride carbonica è giudicata dai responsabili delle politiche climatiche come una componente fondamentale per raggiungere l'obiettivo "zero emissioni" dell'accordo di Parigi (2015).

## Relazione con l'accordo di Parigi
Per raggiungere l'obiettivo "zero emissioni" dell'Accordo di Parigi entro il 2050, il Gruppo intergovernativo sul cambiamento climatico (Intergovernmental Panel on Climate Change, IPCC) indica che bisogna ridurre le emissioni di anidride carbonica (CO2) causate dalle attività umane del 40-60% entro il 2030 rispetto ai livelli del 2010. Questo equivale a una diminuzione annua di circa il 7%.
In tale contesto, la rimozione dell'anidride carbonica emerge come un indispensabile strumento per compensare le emissioni di CO2 difficilmente eliminabili, ridurre quelle di origine naturale e invertire l'accumulo storico di CO2 nell'atmosfera che dal 1990 è aumentata con un tasso mai registrato prima.
L'attuazione dell'obiettivo "zero emissioni" entro il 2050 segna l'inizio di una fase successiva di particolare rilevanza: il perseguimento delle "emissioni nette negative", uno scenario in cui la quantità di anidride carbonica rimossa dall'atmosfera supera l'ammontare di quella immessa. La rimozione dell'anidride carbonica emerge come strumento fondamentale per la realizzazione anche di tale obiettivo.

## Metodi
Esistono diversi metodi per rimuovere CO2 dall'atmosfera e per immagazzinarla in modo duraturo. Questi sono classificabili in base al processo di rimozione della CO2 e alla scala temporale del suo immagazzinamento. I processi di rimozione della CO2 possono essere di tipo biologico terrestre, biologico marino, geochimico oppure chimico. La durata del periodo di stoccaggio della CO2, una volta rimossa, può estendersi da decenni a secoli, fino a millenni.
I metodi che ripristinano o gestiscono in modo sostenibile gli ecosistemi naturali (sia marini che terrestri), fornendo al contempo benefici per il benessere umano e la biodiversità, sono definiti soluzioni naturali o basate sulla natura. Altri metodi di CDR, che si basano sulla tecnologia piuttosto che sulla natura, sono definiti ingegnerizzati o tecnologici. Nonostante lo sviluppo della CDR ingegnerizzata sia ancora nelle sue fasi iniziali, diversi osservatori le assegnano un ruolo importante per raggiungere gli obiettivi climatici dell'accordo di Parigi.

### Metodi biologici basati sul suolo
Tempo di conservazione della CO2: Da decenni a secoli.
I metodi biologici di CDR basati sul suolo hanno l'obiettivo di aumentare lo stoccaggio di carbonio nel suolo aumentandone la produttività primaria netta (Net primary production, NPP) e riducendo al contempo le emissioni naturali di CO2 nell'atmosfera di tali terreni.

#### Forestazione e riforestazione
Le pratiche di forestazione e riforestazione sono metodi biologici di CDR che prevedono la conservazione del carbonio nella biomassa degli alberi e nel suolo piantando o ripiantando alberi. Forestazione e riforestazione vanno accompagnate da politiche di gestione delle foreste e di prevenzione di eventi distruttivi che ne possono derivare, quali incendi, siccità o invasioni di insetti.
Nell'ottica di salvaguardia degli ecosistemi terrestri e della biodiversità, alla forestazione di un habitat non naturalmente forestale o boschivo, è sempre preferibile la riforestazione di una foresta degradata, con la conseguente reintroduzione delle sue specie native.

#### Agricoltura rigenerativa
Il sequestro del carbonio nel suolo, chiamato anche "agricoltura del carbonio" o "agricoltura rigenerativa", è un metodo di CDR naturale in cui sono coinvolti sia terreni degradati sia terreni agricoli. L'obiettivo è aumentare la capacità dei terreni di trattenere CO2 attraverso una gestione migliore delle tecniche di agricoltura con l'utilizzo ad esempio di biochar e il rispristino di zone torbose, ad alta densità carbonosa, naturalmente ideali per lo stoccaggio del carbonio.

Relativamente all'agricoltura, il sequestro di carbonio del suolo può essere ottenuto in vari modi, tra cui:
- riduzione della lavorazione del suolo utilizzando la tecnica del Sod seeding o piantando colture perenni;
- cambiamento dei programmi di semina e delle rotazioni del terreno, in favore di colture di copertura o di doppie colture invece del maggese;
- utilizzo di fertilizzanti organici o di resti di colture per fertilizzare i campi.[13]

#### BECCS
La bioenergia con cattura e stoccaggio del carbonio (Bioenergy with carbon capture and storage, BECCS) consiste nel bruciare la biomassa che durante la sua crescita ha assorbito CO2 e nel catturare le emissioni prima che vengano rilasciate nell'aria. Le emissioni catturate vengono poi immagazzinate in serbatoi sotterranei a lungo termine.
La biomassa utilizzata per la BECCS può provenire da diverse fonti o materie prime, tra cui legno, colture energetiche, residui agricoli e rifiuti organici.
Le tecnologie BECCS sono simili a quelle sviluppate per gli impianti tradizionali a combustibili fossili. Esse comprendono la post-combustione (cattura di CO2 dopo la combustione della biomassa), l'ossicombustione (combustione in ossigeno puro anziché in aria) e la pre-combustione o gassificazione (reazione della biomassa con ossigeno e/o vapore per produrre un gas combustibile). 

Oltre a quelli climatici, il BECCS ha il vantaggio di fornire altri benefici: dalla produzione di elettricità e di biocarburanti fino a quella della carta.
Per gli scenari climatici più severi, il BECCS è considerato uno degli approcci principali per ottenere emissioni negative di CO2.

### Metodi biologici basati sugli oceani
Tempo di conservazione della CO2: Da decenni a secoli.
L'oceano svolge un ruolo cruciale nella regolazione del clima e agisce di fatto come un immenso serbatoio di carbonio, assorbendo circa il 30% delle emissioni di CO2.
I metodi di rimozione dell'anidride carbonica basati sulle acque oceaniche hanno l'obiettivo di aumentare la produttività degli ecosistemi oceanici, che si traduce in un maggior sequestro di CO2 dall'atmosfera. Si muovono in questa direzione le attività di ripristino e bonifica degli ecosistemi vegetali marini, per esempio quelli delle paludi salmastre o delle mangrovie. È molto dubbia invece, l'efficacia di metodi come l'aggiunta di nutrienti all'oceano aperto o la fertilizzazione delle acque oceaniche con ferro.

### Metodi geochimici
Tempo di conservazione della CO2: Migliaia di anni.
I metodi goechimici di CDR comprendono una serie di approcci alla mitigazione dei cambiamenti climatici che utilizzano minerali alcalini per rimuovere la CO2 dall'atmosfera e immagazzinarla sotto forma di minerali carbonati solidi o ioni bicarbonati da disciogliere nell'oceano. Tra i metodi geochimici di CDR ci sono la mineralizzazione della CO2, il potenziamento degli agenti atmosferici (Enhanced weathering, EW)
e l'alcalinizzazione degli oceani.

#### Alcalinizzazione degli oceani
L'alcalinizzazione degli oceani è un metodo per rimuovere CO2 dall'atmosfera potenziando la naturale capacità degli oceani di assorbire il carbonio. Questo metodo consiste nel miscelare alle acque oceaniche minerali contenenti carbonato o soluzioni alcaline, che reagiscono con la CO2 e l'acqua per formare ioni bicarbonato (HCO3-) e carbonato (CO32-).

#### Enhanced weathering (EW)
L'Enhanced weathering (EW) è un insieme di proposte teoriche per rimuovere la CO2 spargendo grandi quantità di materiale roccioso selezionato e finemente macinato su vaste aree terrestri, spiagge o sulla superficie del mare. Questa tecnologia di rimozione dell'anidride carbonica mira a imitare e ad accelerare i processi naturali di invecchiamento delle rocce silicatiche e carbonatiche, un lento processo di carbonatazione che si stima consumi e assorba circa un miliardo di tonnellate di CO2 dall'atmosfera ogni anno.

#### Mineralizzazione del carbonio
La mineralizzazione del carbonio è un metodo per rimuovere la CO2 dall'atmosfera e stoccarla in modo sicuro in forma solida. Consiste nel far reagire la CO2 con rocce ricche di calcio o magnesio per formare minerali carbonati come la calcite e la magnesite.
La CO2 usata in questo metodo può provenire per esempio, dall'aria atmosferica, dai gas di scarico delle centrali elettriche oppure dall'acqua del mare. Le rocce utilizzate per la mineralizzazione del carbonio possono provenire da fonti mafiche e ultramafiche, da scarti di miniera o da sottoprodotti industriali come la polvere dei forni da cemento o le scorie di acciaio. Esistono diversi metodi per la mineralizzazione del carbonio, tra cui approcci ex-situ, superficiali e in-situ.
La mineralizzazione del carbonio ha il potenziale per essere un metodo a lungo termine e non tossico di stoccaggio della CO2, contribuendo a mitigare i rischi ambientali. È possibile integrare i metodi geochimici di rimozione della CO2 nei processi industriali, per esempio:
- Impiego del potenziamento degli agenti atmosferici applicato al suolo in combinazione con l'agricoltura e con le pratiche di forestazione.
- Integrazione della mineralizzazione della CO2 nell'estrazione e nella lavorazione dei minerali. La carbonizzazione potrebbe fornire all'industria mineraria preziose opportunità di compensazione delle emissioni di carbonio, riducendo al contempo i rischi per la sicurezza derivanti dagli scarti di miniera.
- Integrazione della mineralizzazione della CO2 con l'industria del ferro e dell'acciaio, potrebbe fornire materie prime, siti di reazione o soluzioni di stoccaggio per la mineralizzazione del carbonio in modo relativamente economico e altamente scalabile.
- Riuso dei rifiuti prodotti dalle grandi aziende commerciali, nel settore edile e minerario per esempio, come reagenti per la mineralizzazione della CO2.[20]

### Metodi chimici
Tempo di conservazione della CO2: Potenzialmente per sempre.
Questi metodi prevedono la rimozione diretta della CO2 dall'aria attraverso assorbimento chimico e il conseguente stoccaggio nel sottososuolo, nelle profondità oceaniche o in materiali dalla lunga durata.

#### DACCS
Un metodo chimico di CDR è la cattura diretta del carbonio nell'aria con stoccaggio del carbonio (Direct air carbon capture and sequestration, DACCS) che è una combinazione di due tecniche, la cattura diretta di CO2 dall'aria ambiente (Direct air capture, DAC) e il conseguente stoccaggio del carbonio.
La DAC è il risultato di studi iniziati negli anni Cinquanta, che sono stati portati a una dimensione globale negli anni Novanta da Klaus Lackner, il quale ha esplorato la cattura della CO2 su larga scala come strumento di mitigazione del rischio climatico.
I metodi DAC si differenziano, sulla base dell'approccio tecnologico utilizzato per catturare CO2, in DAC solido (S-DAC) e DAC liquido (L-DAC). Il DAC solido (S-DAC) si basa su sorbenti solidi che operano a pressione ambiente o bassa (cioè sotto vuoto) e a media temperatura (80-120°C). I sorbenti solidi offrono la possibilità di un basso input energetico, bassi costi operativi e applicabilità su un'ampia gamma di scale.
Il DAC liquido (L-DAC) si basa su una soluzione acquosa basica (come l'idrossido di potassio), che rilascia la CO2 catturata ad alta temperatura (tra 300°C e 900°C). La CO2 catturata può essere stoccata geologicamente come gas ad alta pressione o sequestrata tramite un processo di carbonatazione minerale. Lo stoccaggio è potenzialmente permanente sia in forma di gas pressurizzato che di minerale. La CO2 catturata può anche essere utilizzata per altri scopi, per esempio nella lavorazione degli alimenti o in combinazione con l'idrogeno per produrre carburanti sintetici.
Secondo le stime dell'IPCC, i costi associati alla Cattura e Conservazione della CO2 dall'Aria (DACCS) diminuiranno significativamente entro il 2050, raggiungendo un intervallo compreso tra 100 e 300 dollari per tonnellata di anidride carbonica rimossa. Tuttavia, attualmente, i costi sono notevolmente più elevati. Nel giugno 2023, il Boston Consulting Group (BCG) ha riportato che il costo totale per la rimozione della CO2 attraverso la cattura diretta dell'aria, inclusa la successiva conservazione, si colloca tra 600 e 1000 dollari per tonnellata. Il BCG ritiene che sia possibile ridurre i costi del DACCS a 150-200 dollari per tonnellata entro il 2050, ma ciò richiederà un considerevole aumento degli investimenti, il sostegno governativo, modelli di collaborazione e un coinvolgimento più ampio dell'industria.
Attualmente, ci sono 18 impianti operativi di cattura diretta dell'aria a livello globale, con una capacità di cattura di soli 0,01 milioni di tonnellate di CO2 all'anno. Tuttavia, negli Stati Uniti è in fase avanzata di sviluppo un impianto che mira a catturare 1 milione di tonnellate all'anno.

## Politiche dell'Unione Europea
La Commissione europea ha presentato nel 2019 il patto verde europeo (European Green Deal) come strategia per un'Europa climaticamente neutra entro il 2050 e ha proposto nel 2020 una legge climatica europea per rendere questo obiettivo legalmente vincolante.
Per il raggiungimento dell'obiettivo è necessario ridurre le emissioni di CO2 e allo stesso tempo sviluppare e attuare delle metodologie di rimozione dell'anidride carbonica dall'atmosfera. 

Sebbene il Parlamento europeo abbia espresso la preferenza per la riduzione delle emissioni rispetto alla rimozione dell'anidride carbonica, la Commissione Europea pensa anche all'integrazione di misure di rimozione della CO2, in particolare a quelle basate sulla natura, giudicate non solo più convenienti dal punto di vista economico ma anche realizzabili in tempi più brevi rispetto ai metodi di CDR non naturali.

La Direct Air Capture (DAC) è stata sostenuta da vari programmi di ricerca e innovazione promossi dalla Commissione europea, tra cui Horizon Europe. La Commissione europea ha esteso il suo supporto alla rimozione dell'anidride carbonica, come evidenziato nella sua prima comunicazione sui cicli sostenibili del carbonio pubblicata nel dicembre 2021. In tale documento, la Commissione suggerisce l'obiettivo di rimuovere 5 Mt di CO2 all'anno entro il 2030, utilizzando approcci di rimozione della CO2 sia basati sul suolo che tecnologici, tra cui il DAC. 

Nel 2022, la Commissione Europea ha finanziato un progetto di Bioenergia con Cattura e Stoccaggio del Carbonio (BECCS) per 180 milioni di euro attraverso il Fondo per l'Innovazione dell'UE.

## Risposte climatiche
L'efficacia delle tecniche di rimozione della CO2 (CDR) varia a seconda dell'approccio e della scala di attuazione.
I primi risultati del Carbon Dioxide Removal Model Intercomparison Project (CDRMIP) e di altri studi simili mostrano che c'è un ritardo sostanziale tra la diminuzione dei livelli di CO2 e i cambiamenti nelle variabili climatiche chiave come la temperatura, le precipitazioni, il livello del mare e la circolazione meridiana atlantica (Atlantic meridional overturning circulation, AMOC). Ciò significa che anche se i livelli di CO2 atmosferica diminuiscono a causa della CDR, gli effetti su queste variabili climatiche possono richiedere anni (nel caso di temperatura e le precipitazioni) o secoli (nel caso del livello del mare e dell'AMOC) per manifestarsi. 

La cessazione del CDR si riferisce a un'interruzione improvvisa e prolungata dell'utilizzo del CDR. La letteratura sugli effetti dell'interruzione della CDR è limitata, ma le simulazioni suggeriscono che l'aumento dei tassi di riscaldamento medio globale in seguito all'interruzione della CDR è relativamente ridotto rispetto ad esempio, all'interruzione delle tecniche di gestione della radiazione solare (Solar radiation modification, SRM). Tuttavia, nei casi di implementazione della CDR su larga scala, come l'alcalinizzazione degli oceani, la cessazione potrebbe comportare tassi di riscaldamento regionale significativi, paragonabili alla cessazione dell'SRM. L'entità dell'effetto climatico della cessazione della CDR dipende dalla quantità di CO2 rimossa dalla CDR prima della cessazione e dal tasso di emissioni di CO2 al momento della cessazione.